# Същински агапантус
Същинските агапантуси (Agapanthus praecox) са вид растения от семейство Кокичеви (Amaryllidaceae).
Таксонът е описан за пръв път от Карл Лудвиг Вилденов през 1809 година.

## Подвидове
- Agapanthus praecox subsp. minimus
- Agapanthus praecox subsp. orientalis
- Agapanthus praecox subsp. praecox